# قتل‌های کارت‌پستالی
قتل‌های کارت‌پستالی (به انگلیسی: The Postcard Killings) یک فیلم سینمایی جنایی، درام و معمایی به کارگردانی دانیس تانویچ محصول سال ۲۰۲۰ با بازی جفری دین مورگان، فامکه یانسن و نائومی باتریک است. 

## داستان
فیلم داستان یک کارآگاه پلیس نیویورکی است که در پی قتل فجیع دخترش در هنگام ماه‌عسل در لندن، به جستجوی قاتل می‌پردازد. با یاری یک ژورنالیست در اسکاندیناوی، او در می‌یابد که تعدادی زوج جوان دیگر هم در سراسر اروپا با چنین سرنوشتی روبه‌رو شده‌اند. 